# Laguna de Contreras
Laguna de Contreras ist eine Gemeinde (municipio) in der spanischen Provinz Segovia. Sie liegt im Süden der Autonomen Region Kastilien und León, an der Nordwestabdachung der Sierra de Guadarrama. Sie hat 115 Einwohner (Stand: 2024). 

## Geographie
Laguna de Contreras liegt etwa 55 Kilometer nördlich vom Stadtzentrum von Segovia in einer Höhe von ca. 800 m.
Laguna de Contreras befindet sich innerhalb der Zone des kontinentalen mediterranen Klimas.

## Bevölkerungsentwicklung
| Jahr      | 1970 | 1981 | 1991 | 2001 | 2011 | 2021 |
| Einwohner | 501  | 290  | 216  | 155  | 118  | 106  |

## Sehenswürdigkeiten
- Reste des früheren Palastes
- Kirche Mariä Himmelfahrt
- Peterskapelle

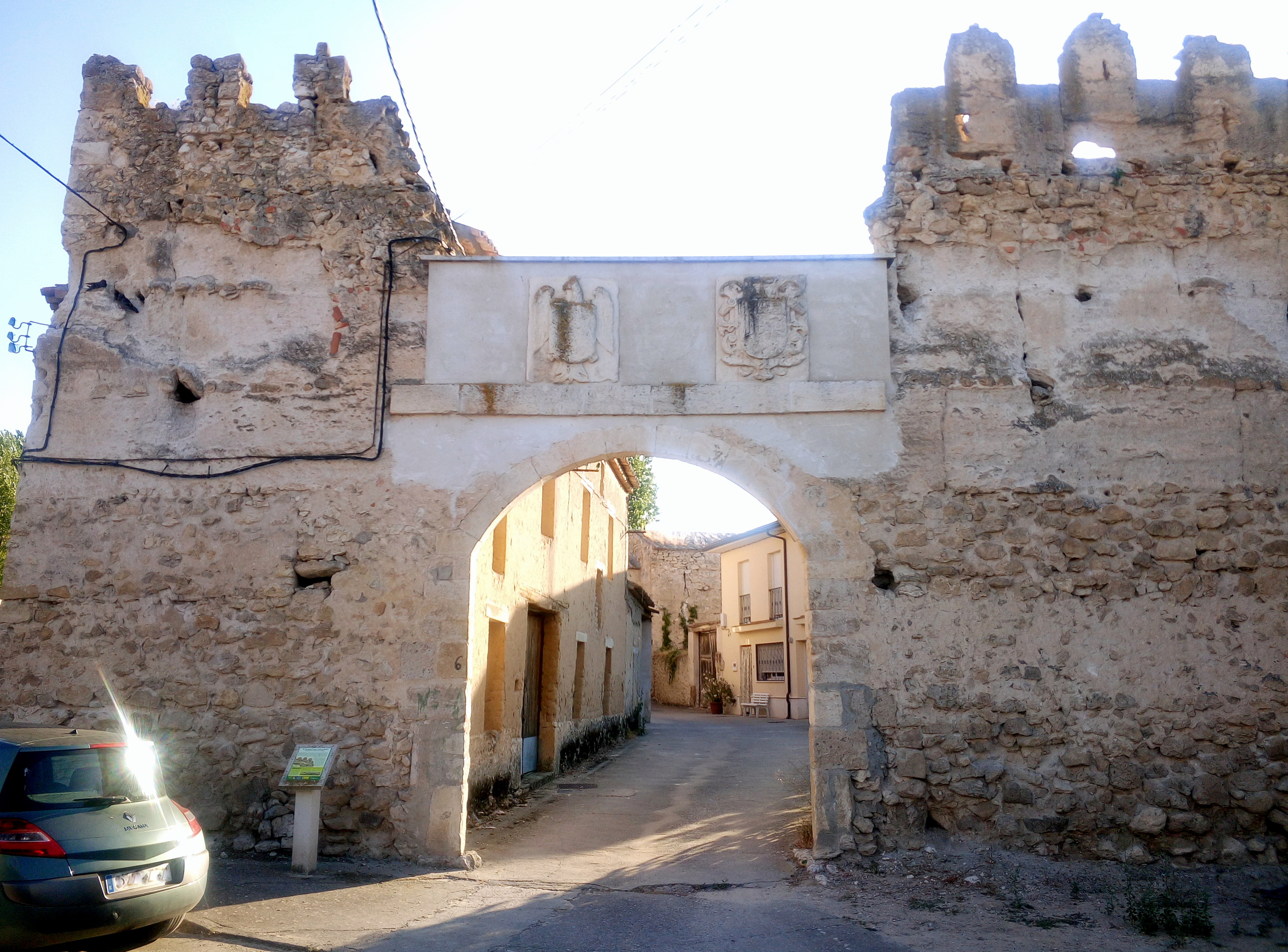
Reste des Palastes
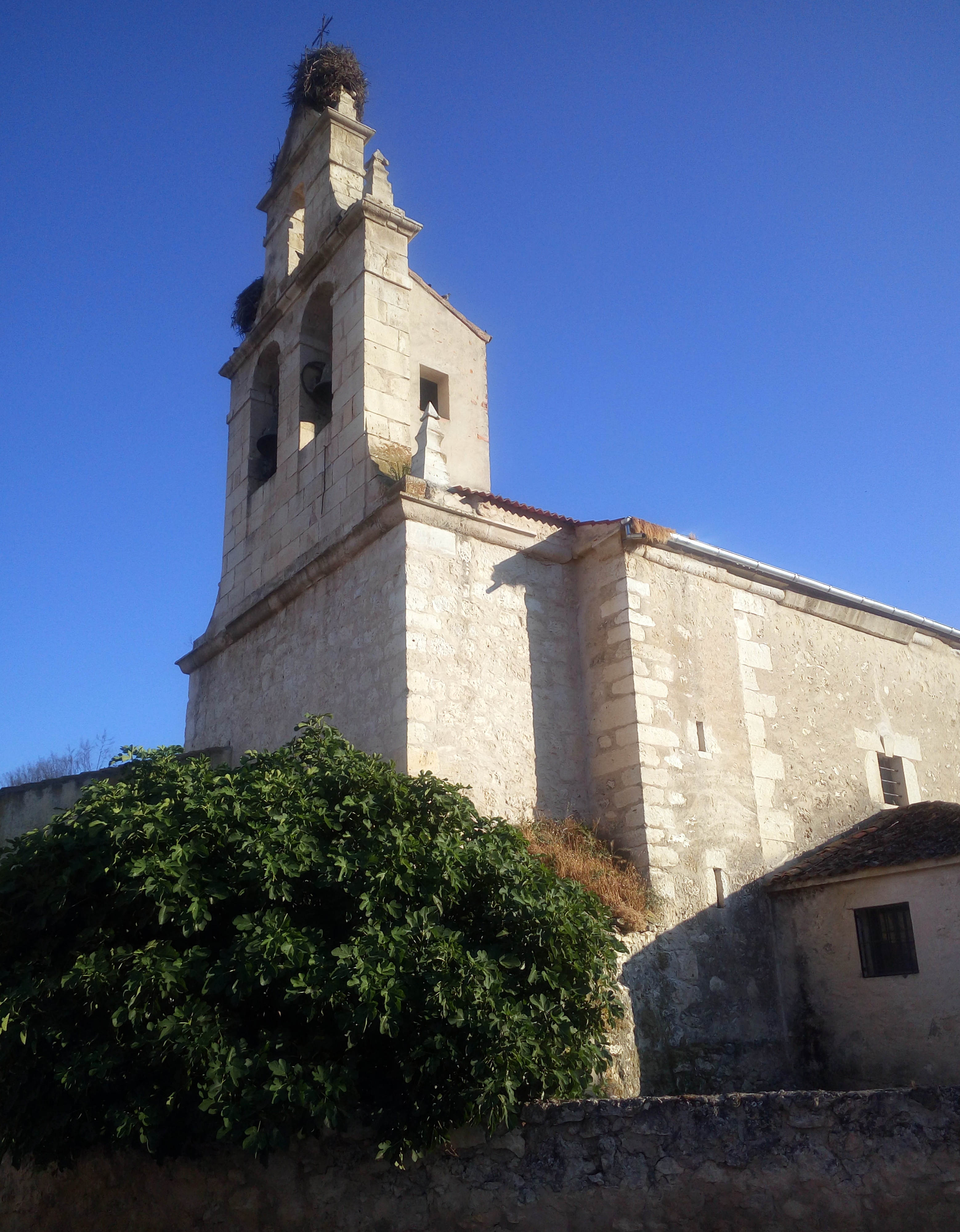
Kirche Mariä Himmelfahrt
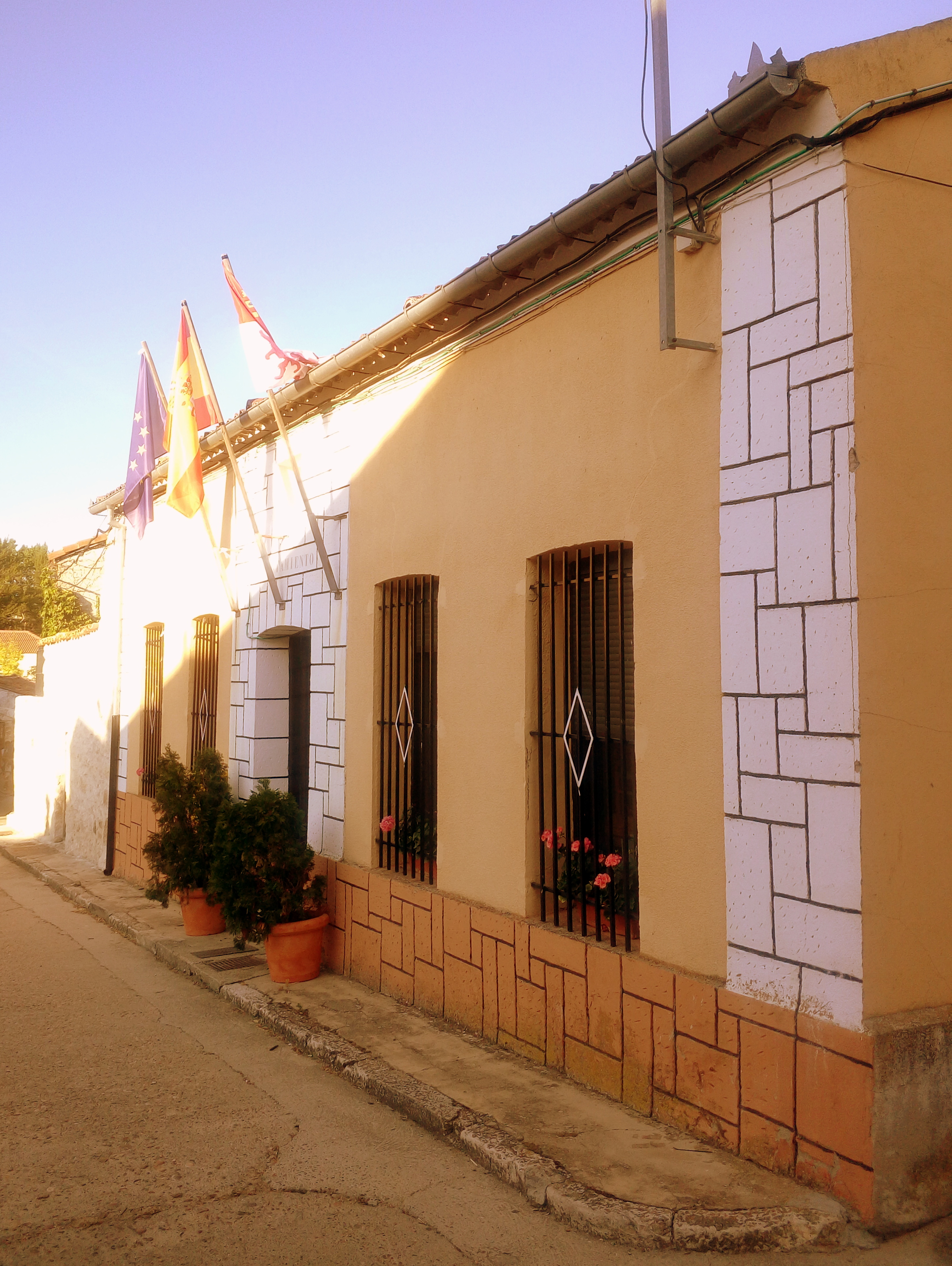
Rathaus